# 金網入りガラス

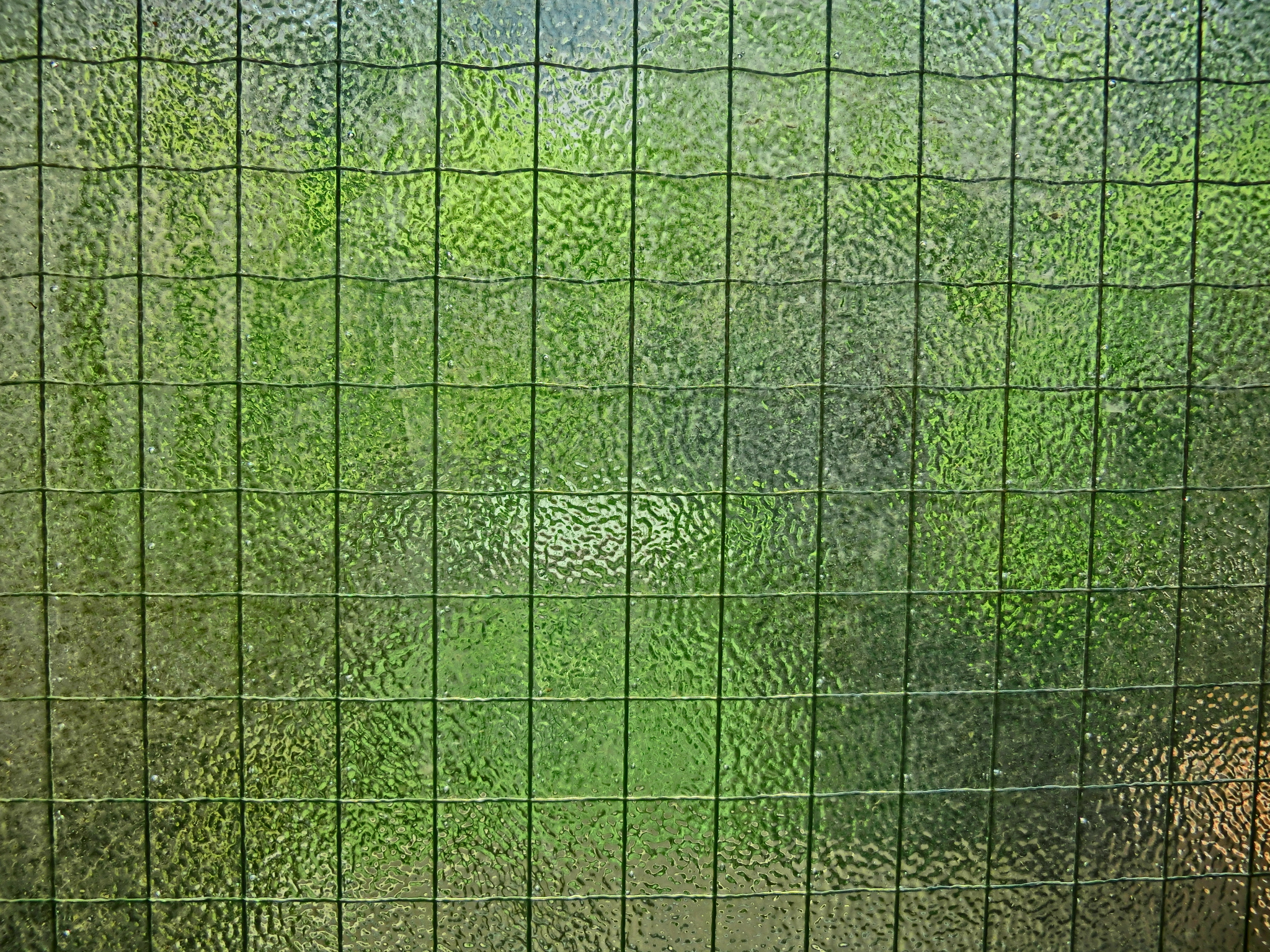
金網入りガラス

金網入りガラス（かなあみいりガラス）とは、単板ガラスの内部に金網（ワイヤー）を封入したもの。

## 概要
主に火災による破損時のガラスの飛散防止を目的としており、建築基準法・施行令に基づく「平成12年建設省告示1360号第1の2 ニ」で規定されている。
封入される金網はひし形状、格子状がある。
金網に限定せず、平行線上に金属線が封入されているものを含めると線入りガラス、ワイヤー入りガラスとも言われるが、平行線入りガラスは一般的には防火用としては用いられない。
ガラス破損時に金網がガラスを支えるため、飛散防止に効果があるものの、ガラス破りをする空き巣にとっては逆に仕事がしやすいという利点となるため、防犯性能は期待できない。
暑い時期になると、ワイヤーの膨張によってガラスが割れる熱割れが起きる場合がある。対策として、日差しに直接当たらないようにするなどがある。

## 脚註
1. 1 2  “セコム防犯・防災用語集”.  セコム. 2024年7月7日閲覧。
2. ↑  ガラスの豆知識 （防火設備について）｜AGCのGlass Plaza-PRO
3. ↑  網入りガラス - ガラスの種類辞典 （オーダーガラス板.COM）（大壁商事株式会社）
4. ↑  網入・線入板ガラスの施工法 - 日本サッシ協会
5. ↑  検証　ガラスの防犯性能 「網入りガラス」は防犯用ではない 「強化ガラス」は硬いがもろかった（日経BP社）
6. ↑  “暑すぎて窓ガラス“突然”割れる 都内も被害多発 さらに増加か”. テレ朝news. 2024年7月7日閲覧。